# Notharchus swainsoni
Notharchus swainsoni е вид птица от семейство Bucconidae.

## Разпространение
Видът е разпространен в Аржентина, Бразилия и Парагвай.